# Gaston Duhamel
Pour les articles homonymes, voir Duhamel.
Gaston Pierre Duhamel, né le 18 novembre 1882 à Rouen et mort le 2 juillet 1965 à Mont-Saint-Aignan, est un peintre français.

## Biographie
Il expose au Salon des indépendants en 1928 et 1929. 